# 7408 Йосіхіде
7408 Йосіхіде (7408 Yoshihide) — астероїд головного поясу, відкритий 23 вересня 1989 року.
Тіссеранів параметр щодо Юпітера — 3,609.
Названо на честь астронома-аматора Йосіхіде (яп. よしひで(美秀)).